# K-POP
K-POP（ケーポップ、英: Korean Pop）は、ダンスミュージックを中心とした韓国のポピュラー音楽の通称である。

## 歴史
1990年代に日本国内のポピュラー音楽に「J-POP」という語が使われ始めたことに影響を受け、2000年頃から韓国のポピュラー音楽を指して「K-POP」という語が、世界的に使われるようになった。この用語が最初にメディアに登場したのは、1999年10月9日号の米国ビルボード誌で、当時同誌の韓国特派員であったチョ・ヒョンジンによる「S.Korea To Allow Some Japanese Live Acts」と題された記事に記載され、韓国のポップミュージックの広義の用語として使用された。
韓国では、自国の大衆音楽のことは専ら「カヨ（朝: 가요、歌謡）」と呼び、日本で人気のあるすべての音楽を「J-POP」と言うのとは異なり、韓国は「K-POP」という用語をダンスミュージックのみに限定して使用している。韓国では、日本と同じくK-POPグループを「アイドル」と呼ぶ場合もあるが、メンバーが音楽制作に参加する場合も多いため、アーティストという用語を使用することもある。そのため、ロック・バラード・R&B歌手や、韓国の演歌ともいえるトロットを歌う歌手は多くの場合、K-POPアーティストには含まれない。

Googleトレンド K-POP

韓国のポップスは1987年の民主化以降に大きく飛躍したジャンルであり、それまで派手なダンスミュージック等は禁止されていた。K-POPの源流は、1992年デビューのソテジワアイドゥルとされ、韓国音楽界で初めてヒップホップとR&Bを融合させたダンス・ポップを導入し、革命的な成功となった。その後、アメリカで教育を受け、アメリカ音楽のトレンドに触れた韓国のレコードプロデューサー、イ・スマンは、エンターテインメント会社SMエンタテインメントを1995年に設立した。またソテジワアイドゥルの元メンバー、ヤン・ヒョンソクは1996年にYGエンターテインメントを結成し、パク・ジニョンは1997年にJYPエンターテインメントを設立した。これら3社がK-POPの中心を担っていった。
1990年代後半になると、上記3社の成果として男性グループではH.O.T.、Sechs Kies、神話等、女性グループではS.E.S.やFin.K.L.、Baby V.O.X等が人気を博した。H.O.T.は韓国で最初のアイドルグループ（K-POPアイドル）であり、歌やダンスのスキルだけでなく、エチケット、態度、言語、メディアに対処する能力を含む厳しいトレーニングの後、1996年にデビューした。この方法論が後のすべてのアイドル養成の基本となり、人材確保からデビューに至るまでに肉体的、精神的に非常に厳しい訓練を数年にわたり積む練習生制度が常識とみなされるようになった（のちに奴隷契約とも呼ばれ、社会問題化する）。
区分として、H.O.T.、S.E.Sを基点に第1世代（1990年代）、第2世代（2000年代）、第3世代（2010年代）と呼ばれ、現在2020年代にデビューするアイドルは、第4世代アイドルとされる。第1世代の頃は、まだ世界進出する余裕もなく、日本進出すら難しかった。
東方神起、BIGBANG、BoA、少女時代、KARA等が代表的な第2世代アイドルであり、日本においても認知が進み、アジア全域への積極的な進出により現在のK-POPの礎を築いた。多くの日本人にとって、初めてK-POPに接したのがこの世代である。日本の地上波テレビ番組にも多く出演し、歌も様々な場所で流された。ただし第2世代の00年代は、世界的に音楽業界が強烈な不況の波に洗われていた頃で、売り上げ的には全世代中で最も低い不運な世代である。
第3世代は、EXO、BTS、BLACKPINK、TWICE、SEVENTEEN等が該当する。2025年現在でも現役が多く、デビュー時から世界市場を目標に売り出されていることが多い。この頃になると、アイドルメンバーは自由自在に多国言語を操ることが普通となり、以前から問題になっていた練習生制度がさらに過酷化している。
第4世代は、Stray Kids、NewJeans、aespa、ENHYPEN、TREASURE等に代表されるようにオーディション番組出身が非常に多い。デビュー前から知名度を上げようという動きがこの世代の特徴といえる。第3世代からこの動きはあったものの、第4世代は顕著である。
日本においてK-POPがテレビで紹介されたのはデジタル衛星放送プラットフォーム「スカパー!」の「パーフェクTVサービス」にて1997年7月15日に開局したChannel [V]が最初である。この放送期間は第1世代の全盛期であり、アイドルのミュージック・ビデオが多く流された。しかし、まだこの頃はK-POPという言葉すらなく、韓国のポップス自体が全くの無名状態であった。そのため一般的な認知を得られずに、2000年3月31日にアジアンポップスの放送局としては事実上閉局している。
2012年7月、YGエンターテインメントがPSY「Gangnam Style」のミュージックビデオをYouTubeにて公開。本楽曲は、欧米諸国を中心に世界的大ヒットを記録した。PSYは韓国を代表する世界的スーパースターになったが、K-POPのジャンルには当てはまらずに一過性のブームで終わった。しかし本楽曲の大ヒット以降、YouTubeはK-POPの欧米進出にとって重要なプラットフォームと認識され、2025年現在ではYouTubeはK-POPには欠かせないものになっている。
2021年にBTSがビルボード誌でアジア人初となる10週連続「Hot 100」チャート1位を獲得したことが起爆剤になり、世界的にK-POPが一つのジャンルとして大きな流行となり、2025年現在でもその流れは続いている。
韓国語学者で美術家でもある野間秀樹は、「K-POPの作品たちが今日、もはや狭い意味での〈音楽〉としての造形に留まらず、〈声＋詩＋音＋光＋身体…〉から成り立つ、優れて総合的な造形となっている」と述べ、K-POPを「Kアート」と呼んでいる。

## 人気と影響

### 日本
1990年代頃、ポンチャックがカルト的人気を集める。
1998年2月、S.E.S.は正式に日本進出を発表し、これがK-POP初の正式な日本進出となった。しかし韓国人アーティストが日本の芸能界に進出した例は少なく、アイドルとしては前例がなかったため、当初計画していた日本の大手事務所や大手レーベルとの契約は破談となり、零細事務所および零細レーベルとの契約となった。この結果、未知の女性アイドルグループを効果的にプロモーションする体制が整わなかったため初のK-POP日本進出は失敗に終わった。
2000年代に入り、上記のS.E.S.の失敗を教訓に、韓国のSMエンタテインメントは日本の大手事務所のエイベックスと業務提携をした。自社に所属するアイドルとしてBoAや東方神起などを綿密なプロモーションにより売り出し、90年代とは比較にならない程売り上げは大きく拡大した。2004年に日本で発生した『冬のソナタ』の大ヒットをきっかけとした韓流ドラマや、それらに伴う主題歌と主演俳優が後押しをし、2000年代後半からは日本に進出する韓国人アイドルグループが急増した。
J-POPにも影響を与え、韓国の芸能事務所がプロデュースしたINI、JO1、NiziUなどのグループを誕生させた。K-POPプロデューサーを迎え入れたり、K-POPスタイルを借用する日本アイドルが多くなっている。BIGSTAR（Braveエンターテインメント旧所属）は、2014年に韓国ミュージシャン史上初の日本国内100回連続コンサートを記録。BTSは、2021年・2022年の2年連続日本オリコンチャート年間売上1位を占める大記録を立てた。日本国内で増加するK-POPの人気により、韓国に留学する日本人練習生が年々増加している。 また、K-POPを教えるダンスボーカル塾が2010年以降に各地で増加している。
日本ではとくに洋楽市場と競合関係にあり、2010年代以降日本の洋楽人気は洋楽のような雰囲気をもつK-POPに代替されて急速に縮小をしている。

### 台湾
台湾では、K-POPの人気が高く、若者にも愛されている。 頻繁にコンサートも開催しており、K-POPは台湾で人気のあるポップミュージックである。

### 中国
中国内の言論思想統制が緩み始めた1990年代末から、K-POPが人気を集めた。特に2000年のH.O.T.の北京コンサートが、中国におけるK-POPの普及の象徴的な出来事である。それ以降、中国内でK-POPは順調に普及したが、時折、政治的な思惑で韓国と中国との関係が悪化すると、その都度、暗黙的にK-POPは全面的に規制されてきた。2010年代にTHAARD配備問題で関係が悪化したのち、2020年代では、自国のC-POPが急速な成長を遂げたため、かつてのようにK-POPが注目されることは少なくなった。

### 東南アジア
1990年頃から、韓国の歌謡曲が進出をはじめていたが、2000年代に入ると、タイやシンガポールでK-POPが広く知られるようになった。東南アジアはK-POPファン層が厚く、東南アジア出身のメンバーが含まれたグループは、当然東南アジアで人気を獲得するのに多くの役に立つ。 タイの場合、2PMのニックン、BLACKPINKのリサが代表的とされる。
フィリピンの場合、韓国のShowBTEntertainmentが、現代Pinoypop（P-POP）の男子アイドルの始まりであるSB19をデビューさせ、フィリピンで最も人気のある男子アイドルとして位置づけられた。SB19は、2021年東南アジアで初めてビルボードトップソーシャルアーティスト部門の候補者に上がった。

### 欧米
韓国では国を挙げて韓国音楽の輸出が推進され、PSYの「Gangnam Style」が大きな成果を挙げた。本楽曲は、EDMと呼ばれる音楽性を取り入れつつ、乗馬ダンスとも称される独特のダンスをミュージックビデオで全面に押し出し、社会的なブームとなった。アジア発の楽曲がビルボード「Billboard Hot 100」で2位以内にランクインしたのは、坂本九「上を向いて歩こう」以来、史上2度目であった。
2021年、BTSがビルボードではアジア初となる10週連続「Hot 100」チャート1位、アジアで初めて米国3大音楽授賞式の一つである「アメリカン・ミュージック・アワード」で大賞格である「Artist of the Year」を受賞した。BLACKPINKは、2023年基準で全世界のYouTube登録者、および視聴回数1位で、2022年から始まったワールドツアーを通じて、スパイス・ガールズの記録を破って、ガールズグループワールドツアー史上最大収益を上げた。

## 韓国外への進出について
海外進出の一番の理由は市場の大きさである。過去においてすべての韓国企画会社が最初から海外進出を積極的に模索したわけではなかった。 1990年代中盤まで韓国は国内音楽市場が成長し、200万枚以上のアルバム販売量を保有した歌手が多数出てきていたため、海外進出の必要性がなかった。しかし、1997年のIMF経済危機により、音楽市場が急速に衰退したため、韓国の需要だけでは経営が成り立たなくなった。こうした中、SMエンタテインメント創設者イ・スマンが中国や日本など海外進出を積極的に模索、成果を出した。これに追随して、他の企画会社も外国進出を積極的に模索することになる。
また、韓国政府はコンテンツ産業振興・輸出の一環として、K-POPを強力に支援している。2010年10月29日には、東京国際フォーラムにて、K-POPショーケースが全席無料招待で開催された。2011年には、海外でのK-POPの今後の成長を拡充するとして、スター育成に向けた支援事業や、2015年までの4年間で1兆ウォンの予算を投資するグローバルファンドを通じて、韓流コンテンツ制作などを推進した。
韓国の2008年度の文化振興予算は、1169億円で、日本の1018億円より多い。国家予算比では日本の7倍であり。自国市場規模がそれほど大きくない韓国は、コンテンツ輸出産業に活路を求め、国家的な規模でK-POPをはじめとする商品の海外への宣伝と輸出を積極的に推し進めている。パリで開催した「Korean Connection」では、韓国政府機関が後援し、「Japan Expo」では、韓国コンテンツ振興院が自らブースを出展して、K-POPを宣伝している。また、韓国政府の後援を受けたVANKもK-POP振興のために、ネット上で積極的に活動を行っている。なお、政府から資金の注入された強引な宣伝は「ゴリ押し」ともとられ、近年はその方法論議も相まって各国で嫌韓を助長しているという向きもある。

## 世界での評価と影響力

### 欧米アーティストの反応
アメリカでは、ケイティ・ペリー、ジャスティン・ビーバー、エマ・ストーンなどが、K-POPに対して言及している。2014年には、レディー・ガガが自分のワールドツアーでCRAYON POPをオープニングステージに迎えるコラボレーションを行った。
BTSは、現在までにホールジー、エド・シーラン、ザ・チェインスモーカーズ、チャーリーXCX、スティーヴ・アオキ、コールドプレイなどの世界的アーティストと積極的に楽曲のコラボレーションを行っている。また、BLACKPINKは、レディー・ガガやセレーナ・ゴメス、デュア・リパとコラボレーションを行っている。

### オンラインゲームとK-POP
「K/DA」は、世界的に著名なオンラインゲームイベント「リーグ・オブ・レジェンド2018ワールドチャンピオンシップ」を記念するために結成された仮想のK-POPガールズグループである。ゲーム業界でキャラクターを活用して、アイドル活動をすること自体は珍しくないが、K/DAのように実際の有名歌手を起用した多国籍プロジェクトは初めてである。メンバーはアリ（ミヨン）、イブリン（マディソン・ビアー）、カイサ（ジャイラ・バーンズ）、アカリ（ソヨン）で構成される。K/DAという名前は、Kill/Death/Assistから来ている。 ファンクラブ名は「BLADES（ブレイズ）」。2018年に公開された「POP/STARS」のYouTubeにおけるミュージック・ビデオの再生回数は32日で1億回を突破した。

### 各国音楽チャート
- 2001年、キム・ボムスのシングル「Hello Good-bye Hello」が、ビルボード「Hot 100」の集計要素のひとつである「Hot 100 Singles Sales」に入り、韓国人歌手として初めて北米の大衆音楽チャート入りを果たした[25]。
- 2009年、Wonder Girlsのシングル「Nobody」が、韓国人歌手として初めて、ビルボード「Billboard Hot 100」にランクインした。
- 2010年、SOLのアルバム『Solar』が、iTunesのR&Bチャートに、2NE1のアルバム『To Anyone』が、ビルボード「World Albums Chart」にランクインした[26]。
- 2011年、BIGBANGのアルバム『Tonight』が、アメリカのiTunesチャートで初めてランクインしたK-POPアルバムとなり、上位100位入りした唯一の英語以外のアルバムになった[27]。また「Top Heatseekers」アルバムチャートにもランクインを果たした。
- 2012年、PSYのシングル「Gangnam Style」が、ビルボード「Hot 100」で7週連続2位を記録した[28]。YouTubeに公開されたミュージックビデオは、史上初の視聴回数10億回を突破し、世界で一番多く視聴されたビデオになった。
- 2018年、BTSがアジア圏のアーティストとして初の2作品連続となるビルボード「Billboard 200」において1位を獲得。その他、全英アルバムチャートでもTOP10入りした。
- 2020年、BTS初の英語曲「Dynamite」が、世界的ヒットとなり、ビルボード「Hot 100」では、初登場から2週連続で1位を飾った[29]。本チャート史上、初登場で1位になった楽曲は、本楽曲を含め全43曲で、そのうち2週連続1位をキープした曲は、本楽曲が20曲目であった。ミュージックビデオは、公開24時間で1億110万回再生され、YouTubeにおける24時間最多再生回数を記録した。
- 2021年、BTSの「Butter」が、ビルボード「Hot 100」にて、9週連続で首位を独走した[30]。ミュージックビデオは、24時間で再生回数1億820万回を記録し、「Dynamite」のYouTubeにおける24時間最多再生回数記録を約10ヵ月で更新した[31]。BTSは、本楽曲でグループ最長連続1位の記録を立てた。また、これでビルボードのメインシングルチャートで4週連続1位を維持した初のアジアアーティストとなった。

### 世界的ブランドへの起用
2010年代後半頃より、世界的な高級アパレルブランドが、韓国国内はもとよりアジアやグローバルにおける広報担当として、K-POPアーティストを起用している。BTSはルイ・ヴィトン、BLACKPINKの各メンバーはシャネル、ディオール、イヴ・サンローラン、セリーヌのアンバサダーに就任するなど、多くのアーティストが世界的なファッションアイコンとして活躍している。
2021年、BTSは文化特別使節団に任命され、臨時外交官として国連で演説を行った。国連での演説は、2019年から2021年まで3年連続担当し、国連総会会場では、新曲「Permission to Dance」を歌い、世界で初めて国連会議場で公演をしたアーティストになった。

## 政治との関係性
韓国では、しばしば音楽に政治が持ち込まれ、政治とは切り離せない存在となっている。miss Aのスジや、HIGHLIGHTのヤン・ヨソプなどのように、従軍慰安婦を支援する商品を使ったアーティストは「愛国ティナー」と称賛され、少女時代のサニーが韓国独立運動の記念日である3月1日に「歴史を忘れてしまった民族には未来がない」というメッセージを出したことがある。
その一方で、KARAのメンバーは、記者会見でマスコミから「竹島はどこの領土か？」と聞かれた際に「韓国で活動するのは久しぶりです。日本のファンからは愛をたくさんいただいて…」などと言葉を濁したため、記者の質問をはぐらかしたとして、ネットユーザーのみならず、大手新聞やポータルサイトからも非難され、バッシングを受けた。安重根や尹奉吉など、朝鮮の独立運動家に関するテレビ番組のクイズに誤答したアイドルたちは、視聴者から非難され、公式な場での謝罪を余儀なくされている。旭日旗模様、またはそのように見えるデザインを使用したBIGBANGのリーダー・G-DRAGONとメンバーのT.O.P、少女時代のティファニー、Trouble Makerのヒョンスン（元BEAST）とヒョナ（元4minute）、Girl's Dayのヘリなどが批判を受け、バッシングされたり、謝罪に追い込まれたりしている。
2018年9月、日本の秋元康が作詞を手掛けたBTSの楽曲「Bird」が「秋元康は右翼的だ」という韓国人ファンからの反発により、別の曲に差し替えられた。
2018年11月、韓国では日本統治からの解放の象徴とされる原爆投下時のきのこ雲と解放を喜ぶ韓国人の写真がプリントされたTシャツを着たBTS・ジミンの写真が日本で問題となり、同月9日放送のテレビ朝日『ミュージックステーション』の出演が取りやめになった。さらに、同月11日には、ユダヤ人の人権団体「サイモン・ウィーゼンタール・センター」が、過去にBTSがナチスの軍服に似た衣装を着て、ハーケンクロイツに似たマークが入った旗を使ったことを指摘、ナチスの被害者への謝罪を要求した。原爆の場合、所属事務所が直接被害者団体に謝罪し、支援の可否も打診した。
2019年7月、日本政府が打ち出した半導体などの材料3品目を対象とする輸出管理強化に反発する韓国のネットユーザーから、TWICEやIZ*ONEなどのK-POPグループの日本人メンバーに対して「日本に帰れ」という脱退要求があり、さらには「韓国人メンバーと同じ給料を受け取るな」などという非難も出た。
2022年、BTSがアメリカ大統領ジョー・バイデンの招請を受け、ホワイトハウスで「アジア嫌悪犯罪」について議論した。これはアジアのアーティストとしては初めてのことである。

## 騒動と論争

### 少女時代とKARAを巡る騒動
2010年10月、韓国政府の女性家族部や国会議員の間で少女時代やKARAを筆頭とした「韓国芸能界における未成年者の過激な（性的）露出」が問題となり、少女時代の所属事務所の代表が国会に召喚され、露出規制が行われようという動きがあった。

### ファンによるチャートの不正操作
K-POPのアイドルグループは熱狂的なファンの存在について言及されることが多いが、その行動が批判の対象となることがある。例えばビルボードチャートの信頼性を失わせる順位の不正操作が指摘されている。不正操作の方法としては、アメリカ在住のファンが音楽ストリーミングサービスのアカウントを作り、Twitterや各種SNS、電子メール等で他国のファンたちにログイン情報を送り、情報を受け取ったファンがストリーミングを繰り返すなどの方法が一例として挙げられている。その際は複数のデバイスを使ったり、バーチャルプライベートネットワーク（VPN）を利用し視聴者の位置情報を偽造しアメリカで視聴されていると見せかける。例えば、あるBTSのファングループは1000以上のアカウントをばらまいたという。この他にも、アメリカ在住のファンが有料アカウントを作れるように募金活動を主催するファンもいるという。BTSのファングループは、これらのチャート操作を指摘するメディアの取材に答えないように各ファンを統制している。
この際、明確なチャート不正と判定された場合はチャートから削除されることもあり、例えば元EXOのクリスがファンによるiTunesチャートの不正操作が認定され、クリスのアルバム「Antares」は該当部分のみビルボードチャートから除外された。

### ファンによる集団投票
ファンによるとみられる過剰な集団投票が論争となることもある。例えば、2012年ロンドンオリンピックオープニングで歌ってもらいたい歌手のアンケートを取った所、K-POPアーティストがレディーガガ、ジャスティン・ビーバーらを抑え上位を独占。この結果に不満を抱いたネットユーザーがコミュニティサイト4chanで組織票を依頼し、1位に日本のボーカロイドソフトである初音ミクがランクインする事態に発展した。

## 業界

### 四大芸能事務所
- BoA・東方神起・SUPER JUNIOR・少女時代・SHINee・f(x)・EXO・Red Velvet・NCT・aespa・RIIZEなどが所属する「SMエンタテインメント」
- PSY・SE7EN・BIGBANG・2NE1・WINNER・iKON・BLACKPINK・TREASURE・BABYMONSTERなどが所属する「YGエンターテインメント」
- Wonder Girls・2PM・miss A・GOT7・TWICE・Stray Kids・ITZY・NiziU・NMIXXなどが所属する「JYPエンターテインメント」
- BTS ・TOMORROW X TOGETHER・SEVENTEEN・fromis_9・ENHYPEN・LE SSERAFIM・NewJeans・ILLITなどが所属する「HYBE LABELS」

は、韓国四大芸能事務所と呼ばれ、韓国の音楽業界の中心を担っている。

## その他
ペン
「ファン」を朝鮮語式に発音したもの（팬、朝鮮語には「F」の発音系がない）。「○○ペン」のように、グループ名や個人名を付けることで「○○のファン」であることを示す。また、ファンサイン会のことを「ペンサ」と呼んだり、ファンミーティングのことを「ペンミ」と呼ぶ。

マスター
私設ファンサイトの管理人のこと。日本では「マスター」と呼ばれているが、韓国では「ホムマ」という呼び名が一般的で、これはホームページマスターの略。ファンがホームページを作成し、そこに撮影したアーティストの写真を載せるようになったのが由来で、韓国では、2000年代前半頃までアイドルやアーティストの公式写真コンテンツが少なかったため、ファンが勝手に撮った生写真をブロマイドのように販売したのが始まりと言われている。
近年では、マスターをストーカー扱いする海外ファンと韓国のファンの対立により、マスターの活動休止が相次いだ。

チクドク
アイドルの追っかけをして一眼レフカメラなどで本格的な写真を撮るファンのこと。アイドルの芸能活動について回り、コンサートや公開収録時の写真だけでなく移動中の私服写真も撮影し、どんどんネット上にアップする。その際の服装は注目されるため、アイドルたちも服装には気を使っているほど。アイドルの人気を後押しする存在でもあるため、彼らやその所属事務所も公認していることが多い。

サセン
アイドルの私生活を追いかける過激なファンのこと。アイドルの私生活を執拗に詮索し、時には犯罪まがいのストーカー行為を繰り返し、韓国では社会問題になるほど。例えばアイドルの寮やマンションに不法侵入したり、携帯電話に連絡して個人情報を知ろうとするなど。

カムバック
朝鮮語では「コムベク」（컴백）と言う。韓国では、新しいアルバムをリリースしてから一定期間、連続して音楽番組に出演してプロモーションを行い、その期間が過ぎると出演しなくなる。新しいアルバムをリリースして初めての音楽番組への出演を「カムバックステージ」または「カムバックスペシャル」と呼び、新曲や新しいアルバムをリリースすること自体も「カムバック」と呼ぶ。ファンの間では「カムバ」と略されることが多い。また、活動期間における最後の番組出演を「グッバイステージ」と呼ぶ。この「カムバック」は、ソ・テジ自身がその概念を生み出した。

活動曲・タイトル曲・後続曲
韓国では基本的にシングルという概念がなく、5曲程度のミニアルバムをリリースし、その中の2・3曲をプロモーション用の楽曲として、ミュージックビデオを制作したり、音楽番組で披露したりする。このようなプロモーションの中心となる楽曲を「活動曲」または「タイトル曲」と呼ぶ。また、2番目にプロモーションに使われる曲の事を「後続曲」と呼ぶ。売る商品としては（ミニ）アルバムのみである。

正規アルバム
通常のアルバムのこと。

〜集
韓国では、リリースしたアルバムの枚数をカウントする際に「1stアルバム」「2ndアルバム」という言い方をせず、「1集」「2集」と「集」という表現で数える。その際、正規アルバムは「1」、スペシャルアルバムは「0.5」とカウントする。例えば、正規アルバムを2枚リリースしたアーティストが、3枚目のアルバムをスペシャル・アルバムとしてリリースした場合、そのアルバムは「2.5集」となる。